# Marietta pulchella
Marietta pulchella är en stekelart som först beskrevs av Howard 1881.  Marietta pulchella ingår i släktet Marietta och familjen växtlussteklar. Inga underarter finns listade i Catalogue of Life.